# Djurgårdens IF herrfotboll 2009
Djurgårdens herrlag i fotboll tävlade under säsongen 2009 i Allsvenskan och i Svenska cupen.
Säsongen kortfattat:
Laget blev utslaget tidigt i Svenska Cupen. I Allsvenskan blev laget i ett tidigt skede indraget i bottenstriden och befann sig där säsongen ut. Inför de avslutande omgångarna var det ovisst om laget skulle degraderas till Superettan eller knipa kvalplatsen. Med tre raka segrar i de tre avslutande omgångarna tog laget kvalplatsen – först "sexpoängsmatchen" mot bottenkonkurrenten Örgryte, sedan bortamötet mot Helsingborg i Henrik Larssons avskedsmatch och sedan hemma mot regerande mästarna Kalmar FF.
Noterbart är att Djurgårdens sista allsvenska mål för säsongen trycktes in av Markus Johannesson som därmed noterades för sitt första (och enda) allsvenska mål för Djurgården i sin sista allsvenska match. Den interna skytteligan för allsvenska spelet toppades av fem spelare som vardera noterades för tre mål.
I allsvenska kvalet vann Djurgården dubbelmötet med sammanlagt 3–2 (0–2 borta och 2–0 hemma – därefter avgjorde Mattias Jonson i förlängningen) mot Assyriska FF från Superettan.
Strax efter det allsvenska kvalspelet valdes en ny styrelse med Tommy Jacobson som ny ordförande för föreningen i ett extra årsmöte. Nya styrelsens inledande arbete blev att lägga upp den nya önskade organisationen för framtiden, vilket innebar bland annat förre Djurgårdsspelaren Stefan Alvén som ny sportchef och Lennart Wass med Carlos Banda som tränarpar.

## Truppen

### A-laget
| Nat     | Tränare                        | Position             | Född             | I DIF sedan                                         | Kontrakt till | Kom från                    |
| ------- | ------------------------------ | -------------------- | ---------------- | --------------------------------------------------- | ------------- | --------------------------- |
| Sverige | Andrée Jeglertz                | Huvudtränare         | 14 februari 1972 | 2009                                                | 2011-12-31    | Umeå IK                     |
| Sverige | Zoran Lukić (lämnade i juni)   | Huvudtränare         | 27 november 1956 | 2009 (och 1999-2004)                                | 2011-12-31    | Qviding FIF                 |
| England | Steve Galloway (juni-november) | Assisterande tränare | 13 februari 1963 | 2009* (och 1988-1989 som spelare)                   | 2009-12-31    |                             |
| Sverige | Kjell Frisk                    | Målvaktstränare      | 27 april 1964    | 1999 (som målvaktstränare), 1990-1995 (som spelare) |               | Spårvägens IF (som spelare) |
| Island  | Pálmar Hreinsson               | Fystränare           | 18 november 1974 | 2008                                                |               |                             |
| Sverige | Kjell Lundkvist                | Materialförvaltare   | 12 oktober 1943  | 1984                                                |               | Sundbybergs IK              |

| Nr | Nat       | Spelare                        | Position    | Född       | Längd  | Vikt   | I DIF sedan | Kontrakt till | Kom från                | Moderklubb              |
| -- | --------- | ------------------------------ | ----------- | ---------- | ------ | ------ | ----------- | ------------- | ----------------------- | ----------------------- |
| 15 | Gambia    | Pa Dembo Touray                | Målvakt     | 1980-03-31 | 198 cm | 105 kg | 2000        | 2011-12-31    | Real de Banjul          | Real de Banjul          |
| 30 | Sverige   | Oskar Wahlström                | Målvakt     | 1976-08-16 | 198 cm | 95 kg  | 2004        | 2009-12-31    | Västerås SK             | Bie GoIF                |
| 35 | Sverige   | Tommi Vaiho (utlånad)          | Målvakt     | 1988-09-13 | 189 cm | 85 kg  | 2007        | 2009-12-31    | Djurgårdens IF Juniorer | Djurgårdens IF          |
| 3  | Sverige   | Yosif Ayuba                    | Back        | 1990-11-30 | 173 cm | 72 kg  | 2009*       | 2012-12-31    | Vasalunds IF            | Vasalunds IF            |
| 4  | Sverige   | Patrik Haginge                 | Back        | 1985-04-02 | 183 cm | 74 kg  | 2008*       | 2012-12-31    | Örebro SK               | Mellringe/Ekers IF      |
| 5  | Sverige   | Petter Gustafsson              | Back        | 1985-01-01 | 179 cm | 75 kg  | 2009        | 2011-12-31    | Skellefteå FF           | IFK Anderstorp          |
| 6  | Finland   | Toni Kuivasto                  | Back        | 1975-12-31 | 187 cm | 83 kg  | 2003*       | 2009-12-31    | Viking FK               | FC Ilves                |
| 8  | Tyskland  | Jan Tauer                      | Back        | 1983-08-26 | 190 cm | 86 kg  | 2007        | 2009-12-31    | Eintracht Braunschweig  | Fortuna Düsseldorf      |
| 14 | Sverige   | Kebba Ceesay                   | Back        | 1987-11-14 | 178 cm | 73 kg  | 2007        | 2010-12-31    | IK Brage                | IK Brage                |
| 16 | Sverige   | Markus Johannesson             | Back        | 1975-05-29 | 185 cm | 85 kg  | 2004*       | 2009-12-31    | Örgryte IS              | Rölanda IF              |
| 24 | Sverige   | Peter Magnusson                | Back        | 1984-07-16 | 191 cm | 83 kg  | 2008*       | 2010-12-31    | Vasalunds IF            | Spårvägens FF           |
|    | Sverige   | Dennis Boskailo (utlånad)      | Back        | 1988-01-05 | 186 cm | 83 kg  | 2006        | 2009-12-31    | Köping FF               | Köping FF               |
| 2  | Sverige   | Philip Hellquist               | Mittfältare | 1991-05-21 | 185 cm | 73 kg  | 2008        | 2010-06-30    | Djurgårdens IF Juniorer | Djurgårdens IF          |
| 7  | Nigeria   | Prince Ikpe Ekong              | Mittfältare | 1978-10-05 | 179 cm | 796 kg | 2008*       | 2012-12-31    | Gais                    | Julius Berger           |
| 11 | Finland   | Daniel Sjölund                 | Mittfältare | 1983-04-22 | 178 cm | 735 kg | 2003        | 2009-12-31    | Liverpool FC            | IF Finströms Kamraterna |
| 20 | Sverige   | Martin Andersson (utlånad)     | Mittfältare | 1982-05-09 | 177 cm | 75 kg  | 2008        | 2010-12-31    | Enköpings SK            | Enköpings SK            |
| 22 | Slovenien | Andrej Komac (lämnat)          | Mittfältare | 1979-12-04 | 176 cm | 73 kg  | 2006*       | 2009-06-30    | ND Gorica               | NK Primorje             |
| 23 | Argentina | Leandro Ortiz                  | Mittfältare | 1990-02-12 | 172 cm | 70 kg  | 2009*       | 2009-12-31    | River Plate             | River Plate             |
| 25 | Sverige   | Sebastian Rajalakso            | Mittfältare | 1988-09-23 | 186 cm | 81 kg  | 2008        | 2011-12-31    | Enköpings SK            | Fanna BK                |
| 27 | Sverige   | Dan Burlin                     | Mittfältare | 1980-08-13 | 179 cm | 78 kg  | 2009*       | 2009-12-31    | Skellefteå FF           | Bergsbyns SK            |
| 28 | Sverige   | Trimi Makolli                  | Mittfältare | 1992-01-02 | 177 cm | 70 kg  | 2009        | 2010-12-31    | Djurgårdens IF Juniorer | FC Independiente        |
| 29 | Finland   | Aki Riihilahti (lämnat)        | Mittfältare | 1976-09-09 | 185 cm | 84 kg  | 2007*       | 2009-12-31    | 1. FC Kaiserslauten     | HJK Helsingfors         |
|    | Sverige   | Stefan Batan (utlånad)         | Mittfältare | 1985-03-20 | 175 cm | 75 kg  | 2006        | 2009-12-31    | Assyriska FF            | Assyriska FF            |
|    | Sverige   | Christoffer Karlsson (utlånad) | Mittfältare | 1988-01-27 | 176 cm | 65 kg  | 2005        | 2009-12-31    | Åtvidabergs FF          | Åtvidabergs FF          |
| 9  | Sverige   | Johan Oremo                    | Anfallare   | 1986-10-24 | 186 cm | 78 kg  | 2008*       | 2012-12-31    | Gefle IF                | Moheds SK               |
| 10 | Sverige   | Christer Youssef               | Anfallare   | 1987-12-01 | 176 cm | 72 kg  | 2009        | 2011-12-31    | IF Brommapojkarna       | Bromstens IK            |
| 12 | Sverige   | Mattias Jonson                 | Anfallare   | 1974-01-16 | 179 cm | 78 kg  | 2005*       | 2009-12-31    | Norwich City FC         | IFK Kumla               |
| 17 | Zambia    | Boyd Mwila                     | Anfallare   | 1984-07-28 | 174 cm | 72 kg  | 2009        | 2012-12-31    | Örgryte IS              | Chiparamba Great Eagles |
| 18 | Sverige   | Mikael Dahlberg                | Anfallare   | 1985-03-06 | 192 cm | 88 kg  | 2007        | 2009-12-31    | GIF Sundsvall           | Mariehem SK             |
| 19 | Kroatien  | Hrvoje Milic                   | Anfallare   | 1989-05-10 | 183 cm | 74 kg  | 2009        | 2012-12-31    | HNK Hajduk Split        | Osijek                  |

Juniorspelare som använts i A-lagstruppen under säsongen
- Carlos Garcia (med på träningslägret till Portugal i mars)

## Allsvenskan
| Omgång | Datum        | Motståndare       | H/B | Resultat | Målskyttar                                  | Varningar                                              | Domare               | Publik | Arena              | Position |
| ------ | ------------ | ----------------- | --- | -------- | ------------------------------------------- | ------------------------------------------------------ | -------------------- | ------ | ------------------ | -------- |
| 1      | 6 april      | Örebro SK         | H   | 1–0      | Sjölund 78' (straff)                        | Tauer 31', Dahlberg 61'                                | Åke Andreasson       | 11 641 | Stockholms Stadion | 5        |
| 2      | 11 april     | IFK Göteborg      | B   | 0–6      |                                             | Tauer 23', Youssef 50', Milic 89'                      | Markus Strömbergsson | 18 276 | Gamla Ullevi       | 9        |
| 3      | 15 april     | Gefle IF          | H   | 0–0      |                                             | Dahlberg 42'                                           | Michael Lerjéus      | 7 283  | Stockholms Stadion | 8        |
| 4      | 20 april     | Hammarby IF FF    | B   | 1–3      | Kuivasto 12' (Oremo)                        | Komac 32', Haginge 43'                                 | Stefan Johannesson   | 16 238 | Råsunda            | 13       |
| 5      | 24 april     | IF Brommapojkarna | H   | 0–2      |                                             | Ceesay 60'                                             | Håkan Jonasson       | 9 115  | Stockholms Stadion | 14       |
| 6      | 29 april     | Halmstads BK      | B   | 0–3      |                                             | Oremo 13', Ceesay 17'                                  | Jonas Eriksson       | 5 478  | Örjans Vall        | 15       |
| 7      | 4 maj        | Gais              | H   | 2–1      | Rajalakso 11', Mwila 32'                    | Dahlberg 15', Rajalakso 39', Johannesson 61'           | Daniel Stålhammar    | 7 218  | Stockholms Stadion | 14       |
| 8      | 10 maj       | Malmö FF          | B   | 1–2      | Rajalakso 40' (Oremo)                       | Komac 42', Johannesson 49', Tauer 53'                  | Markus Strömbergsson | 14 054 | Swedbank Stadion   | 14       |
| 9      | 18 maj       | AIK FF            | H   | 0–1      |                                             | Komac 49', Magnusson 72', Rajalakso 77'                | Martin Hansson       | 21 884 | Råsunda            | 15       |
| 10     | 21 maj       | Trelleborgs FF    | B   | 0–3      |                                             | Johannesson 51', Oremo 54', Youssef 87'                | Jonas Eriksson       | 3 060  | Vångavallen        | 15       |
| 11     | 26 maj       | BK Häcken         | H   | 1–0      | Mwila 41' (Touray)                          | Mwila 43'                                              | Daniel Stålhammar    | 7 031  | Stockholms Stadion | 15       |
| 12     | 31 maj       | Örgryte IS        | B   | 0–0      |                                             | Johannesson 34', Mwila 63', Ceesay 64'                 | Michael Lerjéus      | 3 051  | Gamla Ullevi       | 15       |
| 13     | 5 juli       | Helsingborgs IF   | H   | 2–1      | Haginge 13' (Milic), Rajalakso 31' (Mwila)  |                                                        | Martin Hansson       | 8 527  | Stockholms Stadion | 14       |
| 14     | 11 juli      | Kalmar FF         | B   | 1–6      | Jonson 36' (Sjölund)                        | Ekong 32', Gustafsson 56', Jonson 61', Milic 90'       | Daniel Stålhammar    | 6 812  | Fredriksskans IP   | 14       |
| 15     | 19 juli      | IF Elfsborg       | H   | 1–2      | Ceesay 41'                                  |                                                        | Jonas Eriksson       | 7 497  | Stockholms Stadion | 14       |
| 16     | 26 juli      | IF Elfsborg       | B   | 1–3      | Sjölund 40' (straff)                        | Dahlberg 14', Johannesson 52', Youssef 65'             | Martin Ingvarsson    | 10 471 | Borås Arena        | 14       |
| 17     | 3 augusti    | Gefle IF          | B   | 0–2      |                                             | Jonson 54'                                             | Martin Ingvarsson    | 6 287  | Strömvallen        | 14       |
| 18     | 9 augusti    | Hammarby IF FF    | H   | 0–1      |                                             | Milic 44'                                              | Jonas Eriksson       | 16 374 | Råsunda            | 14       |
| 19     | 17 augusti   | Örebro SK         | B   | 0–2      |                                             | Johannesson 37'                                        | Åke Andreasson       | 9 094  | Behrn Arena        | 15       |
| 20     | 24 augusti   | IFK Göteborg      | H   | 0–0      |                                             | Sjölund 7', Magnusson 29', Dahlberg 42', Youssef 80'   | Daniel Stålhammar    | 7 535  | Stockholms Stadion | 15       |
| 21     | 31 augusti   | Gais              | B   | 1–1      | Sjölund 21' (Tauer)                         | Johannesson 65', Youssef 90'                           | Markus Strömbergsson | 4 782  | Gamla Ullevi       | 15       |
| 22     | 14 september | Malmö FF          | H   | 1–2      | Youssef 21' (Dahlberg)                      | Touray 53', Tauer 75' (rött)                           | Michael Lerjéus      | 7 970  | Stockholms Stadion | 16       |
| 23     | 20 september | IF Brommapojkarna | B   | 4–1      | Youssef (2) 48', 63', Milić 30', Burlin 65' | Magnusson 78', Ayuba 81', Youssef 87'                  | Markus Strömbergsson | 4 742  | Grimsta IP         | 15       |
| 24     | 24 september | Halmstads BK      | H   | 0–2      |                                             | Gustafsson 17', Burlin 30', Ceesay 52'                 | Jonas Eriksson       | 6 422  | Stockholms Stadion | 15       |
| 25     | 28 september | AIK FF            | B   | 0–2      |                                             | Johannesson 27', Mwila 28'                             | Stefan Johannesson   | 26 241 | Råsunda            | 15       |
| 26     | 3 oktober    | Trelleborgs FF    | H   | 0–0      |                                             | Burlin 20', Touray 58', Johannesson 63', Rajalakso 90' | Martin Hansson       | 6 212  | Stockholms Stadion | 16       |
| 27     | 19 oktober   | BK Häcken         | B   | 1–2      | Milić 43' (Jonson)                          | Ceesay 42'                                             | Sven-Martin Åkesson  | 1 845  | Rambergsvallen     | 16       |
| 28     | 24 oktober   | Örgryte IS        | H   | 2–1      | Haginge 31' (Milic), Milić 61' (straff)     | Haginge 55 (rött), Milic 62' (rött)                    | Martin Hansson       | 6 196  | Stockholms Stadion | 15       |
| 29     | 28 oktober   | Helsingborgs IF   | B   | 2–0      | Ayuba 37', Ekong 69'                        | Mwila 90'                                              | Michael Lerjéus      | 11 671 | Olympia            | 14       |
| 30     | 1 november   | Kalmar FF         | H   | 2–0      | Haginge 27', Johannesson 56'                |                                                        | Markus Strömbergsson | 10 630 | Stockholms Stadion | 14       |

### Kval till Allsvenskan
| Omgång        | Datum      | Motståndare  | H/B | Resultat  | Målskyttar                                                    | Varningar                | Domare            | Publik | Arena                    |
| ------------- | ---------- | ------------ | --- | --------- | ------------------------------------------------------------- | ------------------------ | ----------------- | ------ | ------------------------ |
| Kvalmatch 1/2 | 4 november | Assyriska FF | B   | 0–2       |                                                               | Ceesay 27'. Dahlberg 84' | Daniel Stålhammar | 7 131  | Södertälje Fotbollsarena |
| Kvalmatch 2/2 | 8 november | Assyriska FF | H   | 3–0 e.fl. | Tauer 52' (Milic), Youssef 60' (Milic), Jonson 117' (Haginge) | Tauer 62', Milic 83'     | Martin Ingvarsson | 10 458 | Stockholms Stadion       |

Returen på Stadion slutade 2–0 vid full tid vilket innebar förlängning om 2 x 15 minuter. I förlängningen avgjorde Djurgården med 3–0, vilket blev slutresultatet.

## Svenska cupen
| Omgång         | Datum    | Motståndare    | H/B | Resultat | Målskyttar               | Varningar            | Domare           | Publik | Arena       |
| -------------- | -------- | -------------- | --- | -------- | ------------------------ | -------------------- | ---------------- | ------ | ----------- |
| 3              | 26 april | IFK Hässleholm | B   | 2–0      | Hellqvist 54', Milic 88' | Magnusson 63'        | Mikael Eriksson  | 872    | Österås IP  |
| Åttondelsfinal | 13 maj   | Gefle IF       | B   | 0–1      |                          | Milic 40', Tauer 84' | Fredrik Lundberg | 1 231  | Strömvallen |

## Träningsmatcher
| Datum       | Motståndare       | H/B | Resultat | Målskyttar                                    | Varningar | Publik                | Arena          |
| ----------- | ----------------- | --- | -------- | --------------------------------------------- | --------- | --------------------- | -------------- |
| 14 februari | IK Sirius         | H   | 1–1      | Makolli 24'                                   |           | 2 000                 | Stadshagens IP |
| 21 februari | IF Brommapojkarna | B   | 1–1      | Komac 64' (straff)                            |           | 200 (tränarsymposium) | Bosöhallen     |
| 28 februari | Örebro SK         | B   | 1–2      | Oremo 34'                                     |           | 1 500                 | Behrn Arena    |
| 5 mars      | Vasalunds IF      | B   | 3–1      | Komac (2) 49', 71', Dahlberg 7'               |           | 2 300                 | Skytteholms IP |
| 8 mars      | IFK Norrköping    | H   | 2–2      | Dahlberg 34', Youssef 76'                     |           |                       | Stadshagens IP |
| 14 mars     | FC Inter Åbo      | H   | 1–1      | Makolli 85'                                   |           |                       | Rosvalla IP    |
| 19 mars     | Portimonense      | B   | 2–2      | Dahlberg 26', Kuivasto 68'                    |           |                       | Browns Club    |
| 30 mars     | Helsingborgs IF   | B   | 2–2      | Hellqvist (2) 23', 26'                        |           |                       | Olympia        |
| 24 juni     | Skellefteå FF     | B   | 4–0      | Mwila (2) 21', 33', Youssef 76', Självmål 84' | Ceesay    | 710                   | Norrvalla IP   |
| 28 juni     | Gefle IF          | B   | 0–1      |                                               |           |                       | Skutskärs IP   |

## Statistik

### För spelåret 2009
| Spelare             | Allsvenskan | Allsvenskan | Allsvenskan | Allsvenskan | Allsvenskt kval | Allsvenskt kval | Allsvenskt kval | Allsvenskt kval | Svenska cupen | Svenska cupen | Svenska cupen | Svenska cupen | Totalt | Totalt | Totalt | Totalt |
| Spelare             | Ma          | Må          | As          | Po          | Ma              | Må              | As              | Po              | Ma            | Må            | As            | Po            | Ma     | Må     | As     | Po     |
| ------------------- | ----------- | ----------- | ----------- | ----------- | --------------- | --------------- | --------------- | --------------- | ------------- | ------------- | ------------- | ------------- | ------ | ------ | ------ | ------ |
| Hrvoje Milic        | 26          | 3           | 2           | 5           | 2               | 0               | 2               | 2               | 2             | 1             | 0             | 1             | 30     | 4      | 4      | 8      |
| Christer Youssef    | 24          | 3           | 0           | 3           | 2               | 1               | 0               | 1               | 1             | 0             | 0             | 0             | 27     | 4      | 0      | 4      |
| Patrik Haginge      | 15          | 3           | 0           | 3           | 2               | 0               | 1               | 1               | 1             | 0             | 0             | 0             | 18     | 3      | 1      | 4      |
| Daniel Sjölund      | 19          | 3           | 1           | 4           | 0               | 0               | 0               | 0               | 0             | 0             | 0             | 0             | 19     | 3      | 1      | 4      |
| Sebastian Rajalakso | 29          | 3           | 0           | 3           | 2               | 0               | 0               | 0               | 1             | 0             | 0             | 0             | 32     | 3      | 0      | 3      |
| Mattias Jonson      | 8           | 1           | 1           | 2           | 1               | 1               | 0               | 1               | 0             | 0             | 0             | 0             | 9      | 2      | 1      | 3      |
| Boyd Mwila          | 19          | 2           | 1           | 3           | 2               | 0               | 0               | 0               | 2             | 0             | 0             | 0             | 23     | 2      | 1      | 3      |
| Jan Tauer           | 12          | 0           | 1           | 1           | 2               | 1               | 0               | 1               | 2             | 0             | 0             | 0             | 16     | 1      | 1      | 2      |
| Johan Oremo         | 14          | 0           | 2           | 2           | 0               | 0               | 0               | 0               | 1             | 0             | 0             | 0             | 15     | 0      | 2      | 2      |
| Dan Burlin          | 9           | 1           | 0           | 1           | 0               | 0               | 0               | 0               | 0             | 0             | 0             | 0             | 9      | 1      | 0      | 1      |
| Yosif Ayuba         | 11          | 1           | 0           | 1           | 1               | 0               | 0               | 0               | 0             | 0             | 0             | 0             | 12     | 1      | 0      | 1      |
| Philip Hellquist    | 11          | 0           | 0           | 0           | 1               | 0               | 0               | 0               | 2             | 1             | 0             | 1             | 14     | 1      | 0      | 1      |
| Prince Ikpe Ekong   | 17          | 1           | 0           | 1           | 2               | 0               | 0               | 0               | 1             | 0             | 0             | 0             | 20     | 1      | 0      | 1      |
| Markus Johannesson  | 22          | 1           | 0           | 1           | 2               | 0               | 0               | 0               | 1             | 0             | 0             | 0             | 25     | 1      | 0      | 1      |
| Kebba Ceesay        | 26          | 1           | 0           | 1           | 2               | 0               | 0               | 0               | 1             | 0             | 0             | 0             | 29     | 1      | 0      | 1      |
| Toni Kuivasto       | 29          | 1           | 0           | 1           | 2               | 0               | 0               | 0               | 1             | 0             | 0             | 0             | 32     | 1      | 0      | 1      |
| Pa Dembo Touray     | 25          | 0           | 1           | 1           | 2               | 0               | 0               | 0               | 1             | 0             | 0             | 0             | 28     | 0      | 1      | 1      |
| Mikael Dahlberg     | 27          | 0           | 1           | 1           | 2               | 0               | 0               | 0               | 1             | 0             | 0             | 0             | 30     | 0      | 1      | 1      |
| Petter Gustafsson   | 30          | 0           | 0           | 0           | 0               | 0               | 0               | 0               | 1             | 0             | 0             | 0             | 31     | 0      | 0      | 0      |
| Peter Magnusson     | 14          | 0           | 0           | 0           | 1               | 0               | 0               | 0               | 2             | 0             | 0             | 0             | 17     | 0      | 0      | 0      |
| Andrej Komac        | 7           | 0           | 0           | 0           | 0               | 0               | 0               | 0               | 1             | 0             | 0             | 0             | 8      | 0      | 0      | 0      |
| Oskar Wahlström     | 6           | 0           | 0           | 0           | 0               | 0               | 0               | 0               | 1             | 0             | 0             | 0             | 7      | 0      | 0      | 0      |
| Martin Andersson    | 3           | 0           | 0           | 0           | 0               | 0               | 0               | 0               | 2             | 0             | 0             | 0             | 5      | 0      | 0      | 0      |
| Trimi Makoli        | 1           | 0           | 0           | 0           | 0               | 0               | 0               | 0               | 2             | 0             | 0             | 0             | 3      | 0      | 0      | 0      |
| Aki Riihilahti      | 0           | 0           | 0           | 0           | 0               | 0               | 0               | 0               | 1             | 0             | 0             | 0             | 1      | 0      | 0      | 0      |

## Truppförändringar

### Tröjnummerförändringar
| Namn        | Från | Till |
| ----------- | ---- | ---- |
| Johan Oremo | 27   | 9    |

### Spelare/ledare in
| Datum            | Nr | Namn              | Från                    | Kommentar                               | Länk   |
| ---------------- | -- | ----------------- | ----------------------- | --------------------------------------- | ------ |
| 12 december 2008 |    | Andrée Jeglertz   | Umeå IK                 | 3-årskontrakt (tom 31 december 2011)    | dif.se |
| 12 december 2008 |    | Zoran Lukić       | Qviding FIF             | 3-årskontrakt (tom 31 december 2011)    | dif.se |
| 9 januari 2009   | 10 | Christer Youssef  | Brommapojkarna          | 3-årskontrakt (tom 31 december 2011)    | dif.se |
| 19 februari 2009 | 5  | Petter Gustafsson | Skellefteå FF           | 3-årskontrakt (tom 31 december 2011)    | dif.se |
| 5 mars 2009      | 19 | Hrvoje Milic      | HNK Hajduk Split        | 4-årskontrakt (tom 31 december 2012)    | dif.se |
| 30 mars 2009     | 17 | Boyd Mwila        | Örgryte IS              | 4-årskontrakt (tom 31 december 2012)    | dif.se |
| 15 juni 2009     |    | Steve Galloway    |                         | Kontrakt året ut (tom 31 december 2009) | dif.se |
| 24 juni 2009     | 3  | Yosif Ayuba       | Vasalunds IF            | 3,5-årskontrakt (tom 31 december 2012)  | dif.se |
| 23 juli 2009     | 27 | Dan Burlin        | Skellefteå FF           | Lån (tom 31 december 2009)              | dif.se |
| 28 juli 2009     | 23 | Leandro Ortiz     | River Plate             | Lån (tom 31 december 2009)              | dif.se |
| Inför säsongen   | 28 | Trimi Makolli     | Djurgårdens IF Juniorer |                                         |        |

### Spelare/ledare ut
| Datum            | Nr | Namn                    | Till                 | Kommentar                                                   | Länk                    |
| ---------------- | -- | ----------------------- | -------------------- | ----------------------------------------------------------- | ----------------------- |
| 2 november 2008  |    | Dennis Boskailo         | Västerås SK          | Lånas ut tom 31 december 2009.                              | vsk.nu                  |
| 21 november 2008 | 19 | Thiago Quirino da Silva | Consadole Sapporo    | Såld för 2,5 miljoner kronor enligt inofficiella uppgifter. | dif.se                  |
| 24 november 2008 | 13 | Per Johansson           | Örebro SK            | Såld.                                                       | dif.se                  |
| 24 november 2008 | 28 | Kristoffer Näfver       | Örebro SK            | Retur av lån.                                               | dif.se                  |
| 1 januari 2009   | 9  | Jones Kusi-Asare        | Esbjerg fB           | Lämnar som Bosman.                                          | dif.se                  |
| 1 januari 2009   | 3  | Robert Stoltz           |                      | Kontraktet går ut.                                          | dif.se                  |
| 1 januari 2009   | 21 | Kristian Junegard       | Ej klart             | Lämnar som Bosman.                                          | dif.se                  |
| 5 februari 2009  | 10 | Enrico Cardoso Nazaré   | Vasco da Gama        | Såld.                                                       | dif.se                  |
| februari 2009    | 23 | Lance Davids            | Supersport United FC | Lämnar som Bosman.                                          | dif.se                  |
| 16 mars 2009     | 17 | Stefan Batan            | Assyriska FF         | Lånas ut tom 31 december 2009.                              | dif.se                  |
| 3 juni 2009      |    | Zoran Lukić             |                      | Säger upp sig.                                              | dif.se                  |
| 6 juni 2009      | 22 | Andrej Komac            | Maccabi Tel Aviv     | Lämnar som Bosman.                                          | dif.se                  |
| 15 juni 2009     | 29 | Aki Riihilahti          | HJK Helsingfors      | Lämnar som Bosman.                                          | dif.se & hjk.fi         |
| 10 juli 2009     | 20 | Martin Andersson        | Vasalunds IF         | Lånas ut tom 31 december 2009.                              | dif.se & vasalundsif.se |

## Klubben

### Spelartröjor
- Tillverkare: Adidas
- Huvudsponsor: Ica
- Hemmatröja: Blårandig
- Bortatröja: Vit
- Spelarnamn: Ja

### Årsmötet 2009
- Datum: 10 mars 2009
- Plats: Torben Grut-salen (i Stockholms Stadion)
- Deltagare: 255 medlemmar.

Styrelsen för Djurgårdens IF Fotbollförening ("DIF FF") och Djurgården Elitfotboll AB ("DEF AB") valdes enligt följande:
- Ordförande på 1 år: Per Darnell (nyval).
- Ledamöter på 2 år: Magnus Forssblad (nyval), Per-Erik Hasslert (nyval) samt Douglas Roos (nyval).
- Ledamöter på 1 år: Christer Haglund (nyval), Lars-Erik Sjöberg (omval) samt Johan Qviberg (nyval).
- Valda mars 2008 på 2 år: Ellinor Persson och Gustav Törngren.

Årets spelare 2008: Andrej Komac
Källa: DIFs egen rapport från årsmötet

### Extra årsmöte 2009
- Datum: 11 november 2009 (kallelse 20 oktober 2009).
- Plats: Torben Grut-salen (i Stockholms Stadion)
- Deltagare: 630 medlemmar.

Den föreslagna nya styrelsen till och med mars 2010 röstade medlemmarna – med klar majoritet – ja till:
- Ordförande: Tommy Jacobson
- Ledamöter: Ingvar "Putte" Carlsson, Ellinor Persson, Johan Skarborg och Lars-Erik Sjöberg.
- Suppleant: Gustav Törngren.

Källa: DIFs egen rapport från extra årsmötet 2009

### Övrig information
- Ordförande:
  - 10 mars – 11 november: Per Darnell
  - Från 11 november 2009: Tommy Jacobson
- Sportchef:
  - Till 12 augusti – Göran Aral (roll: sportchef)
  - 12 augusti--20 november – Andrée Jeglertz (roll: "större ansvar för A-laget") källa
  - Från 20 november – Stefan Alvén (roll: sportchef) källa
- Huvudarena (källa): Stockholms Stadion (kapacitet: 14 417, planmått: 105 x 68 meter)
- Derbyarena (källa): Råsunda (kapacitet: 35 800, planmått: 105 x 68 meter)